# Natalia Rodríguez Gallego
Natalia Rodríguez Gallego (Sanlúcar de Barrameda, Cadis, 11 de desembre de 1982), més coneguda com a Natalia, és una cantant i presentadora de televisió espanyola.

## Biografia
Es va donar a conèixer en el reality musical d'Operación Triunfo 2001. El 2002 va llançar el seu primer àlbum debut No soy un ángel amb la discogràfica Vale Music. Un any més tard llança Besa mi piel que la consolida com a cantant. Durant la seva carrera ha publicat tres discos més: Natalia, Nada es lo que crees i Radikal. Va ser imatge de reconegudes marques, a més d'un dels rostres populars de la televisió gràcies al fet que ha presentat Megatrix (programa d'Antena 3), El Grand Prix del Verano al costat de Bertín Osborne o gales de Menuda Noche al costat de Juan y Medio. L'estiu de 2010, es publica el nou single de la cantant, Libérate. Entre els majors èxits de Natalia podem trobar, Vas a volverme loca, La noche llegó, Besa mi piel, Sombras, Loco por mi o Libérate.
Natalia, la concursant més jove de la primera edició l'Acadèmia d'Operación Triunfo, té dos germans més grans que ella, María Eugenia i Diego, amb els quals es porta bé. Ella és l'única de la família amb afició a la música tan marcada. Va compaginar els estudis amb el cant i des de molt petita li agradava dir que es dedicaria a la música o a ser presentadora de televisió.